# Márton István (rendező)
Márton István (Budapest, 1947. április 10. –) magyar rendező, adásrendező, színész.

## Életpályája
1961–1965 között a Vörösmarty Mihály Gimnázium tanulója volt. 1968-tól Magyar Televízió Irodalmi- és Drámai Főosztályán kezdett dolgozni, mint felvételvezető. 1971-től asszisztensi feladatkört látott el, 1975-től pedig technikai rendező lett. 1984–2001 között önálló rendező. 1981–1985 között elvégezte a Színház- és Filmművészeti Főiskola adásrendező szakát.

„Fő területe a dramatikus, fikciós művek képernyőre vitele, de minden műfajban dolgozott, a komolyzenei és színházi közvetítésektől a show műsorokig, élő adásoktól a tévéjátékokig, tévéfilmekig. Kitalálója és rendezője az Újhullám és a Hazai tükör c. műsoroknak.”

## Filmes és televíziórendezői munkásság
- Nyolc évszak (1987)
- Glóbusz (1993)
- Komédiások (2000)
- Szeress most! (2003)
- Buhera mátrix (2007)
- Barátok közt (2010–2014)
- Munkaügyek (2012–2017)
- Tóth János (2018)
- Ki vagy te (2022)

## Fontosabb rendezései
- Dorottya – tévéjáték (1973), í.: Csokonai Vitéz Mihály, dram.: Ascher Gabriella, op.: Szilágyi Virgil, asszisztens: Márton István, rend.: Horváth Jenő
- Krimiben tudós – félórás fikciós film + élő, stúdióban zajló vetélkedő sorozat (1981), szerk.: Pomezanski György, a sorozat három epizódjának rendezője: Márton István
- Krétakör – tévéjáték (1979), í.: L. Hazim-Tao, dram.: Mészöly Dezső, op.: Halász Mihály, technikai rendező: Márton István, rend.: Bódy Gábor
- És te, szépségem – színházi közvetítés a Radnóti Színpadról (1983), í.: Stephan Poliakow, szerk.: Váradi György, rend.: Gosztonyi János, Márton István
- Boldogtalanok – tévéjáték (1984), í.: Füst Milán, dram.: Aczél János, op.: Zentay László, technikai rendező: Márton István, rend.: Székely Gábor
- Minden vasárnap – tévéjáték (1985), í.: Anton Arrufat, dram.: Horváth Péter, op.: Bíró Miklós
- Bernarda Alba háza – tévéjáték (1987), í.: Frederico Garcia Lorca, dram.: Bernát László, technikai rendező: Márton István, rend.: Lojkó Lakatos József
- Őrjárat – Két furcsa történet sorozat 1. – tévéjáték (1988), í.:Guy Foissy, dram.: Horváth Péter, op.: Vecsernyés János
- Kertvárosi történet – Két furcsa történet sorozat 2. – tévéjáték (1988), í.: Csajági János, dram.: Horváth Péter, op.: Vecsernyés János
- Heten Budapest ellen – tévéjáték (1989), í.: Békés Pál, dram.: Schulze Éva, op.: Vecsernyés János
- Marat Sade, avagy Jean-Paul Marat üldöztetése és meggyilkolása – színházi közvetítés és riport; az MTV és a Kaposvári Csíky Gergely Színház együttműködése (1989), í.: Peter Weiss, szerk.: Virág Katalin, op.: Szalai Z. László, rend.: Ács János, Márton István
- Március 15-i és október 23-i kapcsolásos, élő közvetítések a történelmi évfordulón (1989, 1990) A közvetítés egyik rendezője: Márton István
- Mulatság – tévéjáték (1990), í.: Slawomir Mrozek, szerk.: Virág Katalin, op.: Bodó János, technikai rendező: Márton István, rend.: Árkosi Árpád
- A híd /Szentendre ’90/ – tévéjáték (1991), í.: Mario Frati, dram.: Schulze Éva, op.: Szalai Z. László
- Jancsó Miklós – Mestersége rendező sorozat- portréfilm (1991), szerk.: Virág Katalin
- Szolgálat – Jelenits István piarista rendfőnök portrévázlata – portréfilm (1993), szerk.: Virág Katalin, op.: Szalai Z. László
- Valentin nap – zenés szórakoztató műsor (1993), szerk.: Wéber Bea, op.: Szalai Z. László
- Boszorkányok órája– show műsor (1994), szerk.: Wéber Bea, op.: Szalai Z. László
- New York, New York – 12 órás, összetett élő adás az USA-ból (1994), szerk.: Láng Tamás, Román Péter, op.: Gulyás Buda, Vecsernyés János, rend.: Sándor Pál, Kun Zsuzsanna, Márton István
- Három nővér – tévéjáték, a budapesti Katona József Színház színészeivel (1994), í.: Anton Pavlovics Csehov, szerk.: Koltai Tamás, op.: Szalai Z. László
- Március 15-i és október 23-i kapcsolásos, élő közvetés a történelmi évfordulón (1996), a közvetítés egyik rendezője: Márton István
- Patkós Irma – portréfilm (2005), szerk.: Virág Katalin, op.: Szalai Z. László
- Szentivánéji álom – színházi közvetítés az MTV és a Merlin Színház együttműködésében (1999), í.: William Shakespeare, szerk.: Koltai Tamás, op.: Szalay Z. László, rend.: Csaányi János, Márton István, producer: Szolnoki András
- Elnöknők- tévéjáték (2003), í.: Werner Schwab, szerk.: Szolnoki András, op.: Zádori Ferenc, Tokaji Zoltán, rend.: Márton István

## Színházi rendezései
- Jöjj délre, cimborám! – Kecskeméti Katona József Színház (1983), társíró- és rendező Jancsó Miklóssal
- Faustus doktor boldogságos pokoljárása – Kecskeméti Katona József Színház (1983), í.: Gyurkó László, Jancsó Miklós, társrendező Jancsó Miklóssal
- Illyés Gyula est – Kecskeméti Katona József Színház (1983), í.: Illyés Gyula, rend.: Márton István
- Hat szerep szerzőt keres – Székesfehérvári Vörösmarty Színház (1995-1996), í.: Luigi Pirandelló, rend.: Márton István

## Színészi munkássága
- Linda (1986)
- Hamis a baba (1991) ...Csempész
- Kék Duna keringő (1992)
- A három testőr Afrikában (1996)...Jérome tizedes
- Komédiások (2000)
- Zsaruvér és csigavér: A királyné nyakéke (2001)
- Nekem lámpást adott kezembe az Úr Pesten (1998)
- Kelj fel, komám, ne aludjál! (2002)
- Ede megevé ebédem (2006)

## Díjai, elismerései
- MTV Elnöki Nívódíjak (Költészet sorozat, Dorottya, Faustus doktor boldogságos pokoljárása Bernarda Alba háza, És te, szépségem c. tévéjátékokban végzett munkájáért valamint az Újhullám és a Hazai Tükör c. magazinok kitalálásáért.)
- Szocialista Kultúráért (1985)
- Kamera Hungaria-Díj – Elnöknők (2003)